# B21スペシャルの活躍金曜日
B21スペシャルの活躍金曜日（ビーにじゅういちスペシャルのかつやくきんようび）はニッポン放送のラジオ番組。1990年4月6日から1991年2月22日まで放送。
放送時間は毎週金曜日 22:30 - 25:00。通称は活金（かつきん）。

## 概要
ニッポン放送の平日帯 夜ワイド番組が『三宅裕司のヤングパラダイス』から『内海ゆたおの夜はドッカーン!』（夜ドカ）に替わったのと同時期に金曜夜ワイド番組は『関根勤のTOKYOベストヒット』に替わり、当番組を開始。パーソナリティのB21スペシャルは『腹よじれAGOHAZUSHI連盟』の金曜日パーソナリティを1990年3月まで務めていたが、そこから当番組に抜擢されて、ニッポン放送の金曜夜の時間帯に引き続き出演した。『B21スペシャルのおいしいラジオ ももかぼちゃ』（1989年4月 - 9月）→ 腹よじれAGOHAZUSHI連盟に続く、ニッポン放送でのB21スペシャルの番組 第3弾である。
リスナーが生放送のスタジオに集まり、一発芸などのネタを披露して貰い、これをCM前のジングルにして流していた。
当番組のコーナーの中で、『恐怖なぞなぞ』コーナーが書籍化された。
当番組は前番組『TOKYOベストヒット』と同じく、夜ドカで放送した内包番組を放送せず、ネットしている各民放ラジオ局へ金曜日放送分を裏送りでネットした。
夜ドカに替わり、1991年3月から放送開始した『伊集院光のOh!デカナイト』のパーソナリティ　伊集院光は金曜日の『 - フライデースペシャル』を担当した為、当番組は夜ドカと同時に終了した。

## 出演
- パーソナリティ
  - B21スペシャル（ヒロミ、デビット伊東、ミスターちん）
- アシスタント
  - 西田ひかる（初代、1990年4月6日 - 1990年8月24日）
  - かとうれいこ（2代目、1990年8月31日 - 1991年2月22日）
    - ※かとうはレギュラー出演前の1990年5月25日放送分にゲスト出演した。

## コーナー
1990年4月当時のタイムテーブル
- 22:30 - 23:00
  - 娯楽の殿堂 少年カジノ
- 23:00 - 23:30
  - 活金VS落金
  - 活金GO MUSIC ベスト10
- 23:30 - 24:00
  - 対決バカクイズ合戦
    - （通常のクイズとは逆で、不正解数の多い方が勝ち抜けとなった[1]。）

  - KATSUKINハンドボール
- 24:00 - 24:30
  - 活金スーパーアイドル カフェ
- 24:30 - 25:00
  - フライデーミステリーゾーン
  - 今週の活金
  - 芸能ガードマン

上記以外のコーナー
- 恐怖なぞなぞ
- やれる曲ベスト5
- 今週のフセイン
  - （リスナーから寄せられた「嫌われ者」を特集したコーナー）
- いとしのロクさん
- あの人の初体験
- 秋山眞人の超能力コーナー
  - 他

## ゲスト
（）
| - 光GENJI （1990年4月13日） - CHA-CHA （1990年4月20日） - THE BELL'S （1990年4月27日、1990年10月5日） - 田村英里子 （1990年4月27日、1990年11月30日） - YOU （1990年5月4日、1991年1月11日） - CoCo （1990年5月11日、1990年6月15日、1991年1月25日） - 鶴久政治（チェッカーズ） （1990年6月1日） - 真璃子 （1990年6月8日、1990年11月16日） - ribbon （1990年6月15日、1990年11月9日、1991年2月22日） - 小泉今日子 （1990年6月22日） - 芳賀ゆい （1990年6月29日） - Lip's （1990年7月6日） - 斉藤満喜子 （1990年7月20日） - 芳本美代子 （1990年8月3日） - PINK SAPPHIRE （1990年8月10日、1991年2月8日） | - 池田貴族 （1990年8月31日） - 日原麻貴 （1990年9月7日） - 長山洋子 （1990年9月7日） - 川越美和 （1990年9月21日） - 桜井幸子 （1990年9月28日） - 藤谷美紀 （1990年10月26日） - 田中陽子 （1990年11月2日） - 松任谷由実 （1990年11月23日） - 辛島美登里 （1990年12月7日） - 辻仁成（ECHOES） （1990年12月28日） - 平松愛理 （1991年1月4日） - 松本伊代 （1991年1月18日） - BAKU （1991年2月1日） - 三浦理恵子 （1991年2月15日） - チェッカーズ （1991年2月22日） |

## 番組本
- 恐怖なぞなぞ ― 大脳爆発死ぬまで悩め（ニッポン放送出版）1990年12月1日 ISBN 4594006809
第1章「獄問簾」、第2章「苦答簾」、第3章「悶問簾」、第4章「呪問簾」、第5章「惨業会社簾」で構成。